# Тома (апостол)
Тома е един от апостолите на Исус Христос, наричан и Близнака (Тома означава близнак на арамейски - съответно е възможно да е негов прякор), заради предполагаемата си силна прилика с Месията.
Православната църква чества свети апостол Тома на Томина неделя (подвижен празник в неделята, следваща тази на Великден), както и на 6 октомври. Празниците му се явяват именни дни за хората с имена, като Тома и Томас, понякога празнуващи по този повод и на Антоновден.

## В Библията
В евангелските истории апостол Тома е описван, като недоверчив човек и името му става нарицателно за такъв, изразявано с фразата "Тома Неверни", употребявана по отношение на човек, който според коментиращия е склонен към неоправдан скептицизъм. С това е свързан мотивът за „Уверението Томово“, в смисъл че Тома се убеждава, че Исус е възкръснал, едва когато той му показва по тялото си раните от гвоздеите, с които е бил прикован към кръста и от копието, с което войникът Лонгин го наръгва между ребрата, за да се увери че е мъртъв.

## След Петдесетница
След Петдесетница, при разпределението на посоките, в които да тръгнат да проповядват поученията на Исус Христос, на апостол Тома се пада да се отправи към Индия и се смята, че той е бил там и е привлякъл известен брой последователи, но после е загинал мъченически в град Мелипура, набит на 5 кола.

## Памет
На свети Тома е наречена улица в квартал „Разсадник-Коньовица“ в София (Карта).